# 水洞站 (吉林省)
水洞站，位于中华人民共和国吉林省通化市二道江区鸭园镇东热村，是梅集铁路上的火车站，建于1938年。

## 歷史
- 建于1938年。

## 外部連結
- 中国铁路客户服务中心 （页面存档备份，存于）